# Timorasso
Die Weißweinsorte Timorasso ist eine autochthone Sorte Norditaliens und eine sehr seltene Sorte des Piemont, wo sie in den Provinzen Alessandria, Asti und Cuneo zugelassen ist. In Italien wurde im Jahr 1999 eine bestockte Rebfläche von 51 Hektar erhoben, die sich hauptsächlich in den Tälern Valle Grue, Val Borbera und Val Curone befinden.
Die Rebe ist seit dem 15. Jahrhundert in dem Gebiet aus den Hügeln bei Tortona bekannt. Im 19. Jahrhundert baute man sie häufig in einem Gebiet von Novara bis Tortona in der Provinz Alessandria sowie bis Voghera in der Provinz Pavia an. Die Sorte wurde jedoch zunehmend zugunsten fruchtbarer Sorten aufgegeben. Ab 1987 wurde sie durch den Winzer Walter Massa wiederbelebt. Dies führte zu einer Renaissance dieser Sorte. Zurzeit wird sogar die Definition einer eigenen DOC diskutiert.
Die spätreifende Sorte ist wuchsstark und mäßig ertragskräftig. Die reinsortigen Weißweine sind von kräftiger Säure und verfügen über einen hohen Alkoholgehalt. Der Wein findet reinsortig oder im Verschnitt Eingang in die Denominazione di origine controllata (kurz DOC) Weißweine der Colli Tortonesi. Timorasso ist eine Varietät der Edlen Weinrebe (Vitis vinifera)